# Saint-Vincent-Rive-d'Olt
Saint-Vincent-Rive-d'Olt is een gemeente in het Franse departement Lot (regio Occitanie) en telt 428 inwoners (1999). De plaats maakt deel uit van het arrondissement Cahors.

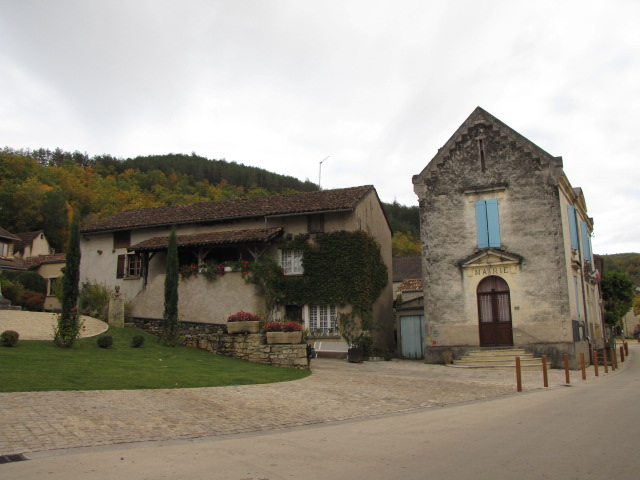
Gemeentehuis
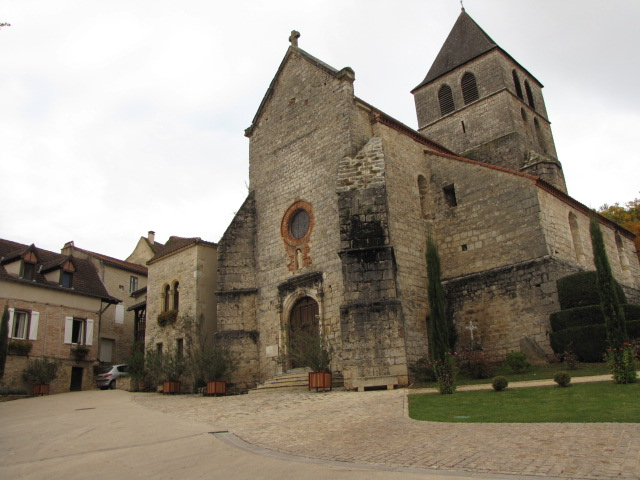
Kerk van Saint-Vincent-Rive-d'Olt
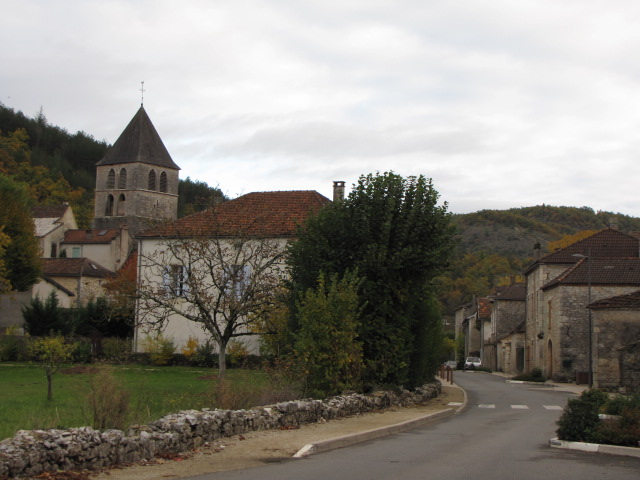
Saint-Vincent-Rive-d'Olt

## Geografie
De oppervlakte van Saint-Vincent-Rive-d'Olt bedraagt 19,9 km², de bevolkingsdichtheid is 21,5 inwoners per km².
De onderstaande kaart toont de ligging van Saint-Vincent-Rive-d'Olt met de belangrijkste infrastructuur en aangrenzende gemeenten.

## Demografie
Onderstaande figuur toont het verloop van het inwonertal (bron: INSEE-tellingen).